# دللک‌لی، یاردیملی
دللک‌لی (به ترکی آذربایجانی: Dəlləkli) یک منطقه مسکونی در جمهوری آذربایجان است که در شهرستان یاردیملی واقع شده است. دللک‌لی ۵۵۶ نفر جمعیت دارد. 